# Charles Savarin
Charles Angelo Savarin (Portsmouth, 4 januari 1943) was tussen 2013 en 2023 de president van Dominica.
Savarin is sinds 2009 een politicus voor de Arbeiderspartij van Dominica. Voordien was hij actief voor, en enkele jaren partijleider, van de Dominica Freedom Party. In die periode nam hij van 2000 tot 2009 ook de ministerportefeuille van Nationale Veiligheid, Immigratie, Arbeid en Overheidsdiensten op zich.
In 2013 werd hij verkozen tot president van Dominica, een vooral ceremoniële functie waarin hij op 2 oktober van dat jaar werd beëdigd. In 2018 werd hij herkozen voor een tweede en laatste ambtstermijn. Na een presidentschap van exact tien jaar werd hij op 2 oktober 2023 opgevolgd door zijn partijgenoot Sylvanie Burton.